# العلاقات البوليفية التوغوية
العلاقات البوليفية التوغولية هي العلاقات الثنائية التي تجمع بين بوليفيا وتوغو.

## مقارنة بين البلدين
هذه مقارنة عامة ومرجعية للدولتين:
| وجه المقارنة                                              | بوليفيا                                          | توغو            |
| --------------------------------------------------------- | ------------------------------------------------ | --------------- |
| المساحة (كم2)                                             | 1.10 مليون                                       | 56.78 ألف       |
| عدد السكان (نسمة)                                         | 11.05 مليون                                      | 7.80 مليون      |
| الكثافة السكانية (ن./كم²)                                 | 10.05                                            | 137.37          |
| العاصمة                                                   | سوكري، لاباز                                     | لومي            |
| اللغة الرسمية                                             | اللغة الإسبانية، اللغة الأيمرية، كتشوا، غوارانية | لغة فرنسية      |
| العملة                                                    | بوليفاريو بوليفي                                 | فرنك غرب أفريقي |
| الناتج المحلي الإجمالي (بليون دولار)                      | 37.51 مليار                                      | 4.81 مليار      |
| الناتج المحلي الإجمالي (تعادل القوة الشرائية) بليون دولار | 74.58 مليار                                      | 10.67 مليار     |
| الناتج المحلي الإجمالي الاسمي للفرد دولار أمريكي          | 3.08 ألف                                         | 559             |
| الناتج المحلي الإجمالي للفرد دولار أمريكي                 | 6.63 ألف                                         | 1.43 ألف        |
| مؤشر التنمية البشرية                                      | 0.662                                            | 0.484           |
| رمز المكالمات الدولي                                      | +591                                             | +228            |
| رمز الإنترنت                                              | .bo                                              | .tg             |
| المنطقة الزمنية                                           | 00                                               | 00              |

## منظمات دولية مشتركة
يشترك البلدان في عضوية مجموعة من المنظمات الدولية، منها:
| علم المنظمة | اسم المنظمة                        | تاريخ انضمام بوليفيا | تاريخ انضمام توغو |
| ----------- | ---------------------------------- | -------------------- | ----------------- |
|             | الاتحاد البريدي العالمي            | ?                    | ?                 |
|             | مؤسسة التنمية الدولية              | 21 يونيو 1961        | 21 أغسطس 1962     |
|             | منظمة حظر الأسلحة الكيميائية       | ?                    | ?                 |
|             | منظمة التجارة العالمية             | 12 سبتمبر 1995       | ?                 |
|             | الأمم المتحدة                      | 14 نوفمبر 1945       | 20 سبتمبر 1960    |
|             | وكالة ضمان الاستثمار متعدد الأطراف | 3 أكتوبر 1991        | 15 أبريل 1988     |
|             | منظمة الشرطة الجنائية الدولية      | ?                    | ?                 |
|             | مؤسسة التمويل الدولية              | 20 يوليو 1956        | 4 سبتمبر 1962     |
|             | الاتحاد الدولي للاتصالات           | 1 يونيو 1907         | 14 سبتمبر 1961    |
|             | البنك الدولي للإنشاء والتعمير      | 27 ديسمبر 1945       | 1 أغسطس 1962      |
|             | يونسكو                             | 13 نوفمبر 1946       | 17 نوفمبر 1960    |

## وصلات خارجية
- موقع وزارة الخارجية البوليفية